# Краљевић и просјак
Краљевић и просјак је роман чији је аутор Марк Твен. Роман се састоји од 33 поглавља чији наслови јасно најављују садржај датог поглавља. Роман се на духовит начин бави тематиком замјене идентитета, дотичући се и обрађујући најразличитије стране људске личности у различитим околностима. 

## Тема
Тема романа је замјена идентитета два дјечака - краљевића и сиромашног дјечака. Дјечаци се тешко сналазе у новим улогама, али, поред велике физичке сличности, они имају доста заједничких особина која им помажу да превазиђу све искушења. Писац се бескрајно поиграо са њиховим судбинама доводећи их у невјероватне ситуације.

## Ликови
- Едвард - краљевић;
- Том - просјак;
- отац;
- мајка;
- слуге.

## Кратак садржај
У Лондону у 16. веку, врло сиромашан дјечак Том упознаје краљевића Едварда. Краљевић је био жељан авантура, игре, ни не слутећи да изван његове палате постоји другачији свет, док је Том чезнуо за животом какав има краљевић. Једног дана стражари су били груби према Тому који је хтео да види краљевића. Тада почиње занимљива прича. Принцу је било жао дјечака, па га је позовао к себи да се заједно играју. Кроз игру су схватили како свако од њих жели бити онај други и тако су одлучили да замјене одјећу и улоге. 